# Chaitophorus furcatus
Chaitophorus furcatus är en insektsart. Chaitophorus furcatus ingår i släktet Chaitophorus och familjen långrörsbladlöss. Inga underarter finns listade i Catalogue of Life.